# Mozambico ai Giochi della XXXI Olimpiade
Il Mozambico ha partecipato ai Giochi della XXXI Olimpiade, che si sono svolti a Rio de Janeiro, Brasile, dal 5 al 21 agosto 2016, con una delegazione di sei atleti impegnati in quattro discipline. Portabandiera alla cerimonia di apertura è stato il canoista Joaquim Lobo.
Si tratta della decima partecipazione di questo paese ai Giochi. Non sono state conquistate medaglie.

## Atletica leggera
- 400 m ostacoli maschili - 1 atleta (Kurt Couto)

## Canoa
- C1 1000 m maschile - 1 atleta (Mussa Chamaune)
- C1 200 m maschile - 1 atleta (Joaquim Lobo)
- C2 1000 m maschile - 2 atleti (Mussa Chamaune, Joaquim Lobo)

## Judo
- 81 kg maschili - 1 atleta (Marlon Acácio)

## Nuoto
- 100 m stile libero maschili - 1 atleta (Igor Mogne)
- 100 m farfalla femminili - 1 atleta (Jannah Sonnenschein)